# Megamoera mikulitschae
Megamoera mikulitschae är en kräftdjursart som först beskrevs av Gurjanova 1953.  Megamoera mikulitschae ingår i släktet Megamoera och familjen Melitidae. Inga underarter finns listade i Catalogue of Life.